# Walter Künneth

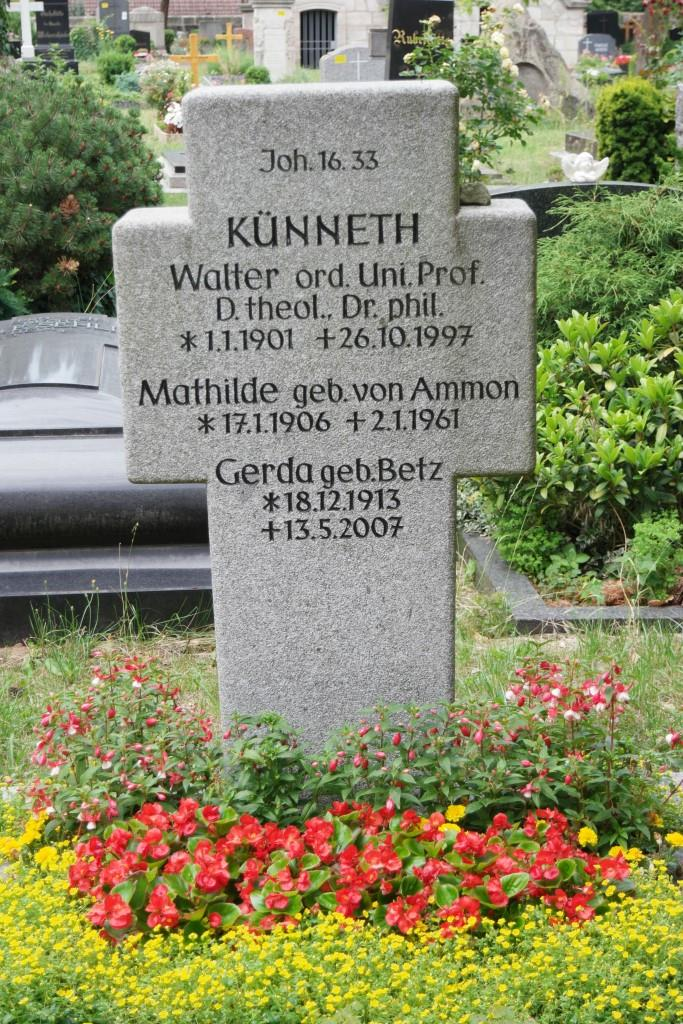
Grab von Walter Künneth auf dem Neustädter Friedhof in Erlangen

Walter Künneth (* 1. Januar 1901 in Etzelwang; † 26. Oktober 1997 in Erlangen) war ein deutscher evangelischer Theologe. Während der Zeit des Nationalsozialismus engagierte er sich in der Bekennenden Kirche; die Judendiskriminierung seitens des nationalsozialistischen Staates befürwortete er aber im Grundsatz. In den 1960er Jahren galt er in der Diskussion um die Forderung Rudolf Bultmanns nach einer Entmythologisierung des Neuen Testaments als Befürworter einer wortlautorientierten Bibelauslegung. Nach ihm ist der Walter-Künneth-Preis benannt.

## Leben

### Jugend und Ausbildung
Walter Künneth war das vierte Kind des Pfarrers Lorenz Künneth und dessen Frau. Er wuchs im Ort der zweiten Pfarrstelle seines Vaters, in Hersbruck, auf. Nach dem Besuch des humanistischen Gymnasiums in Erlangen studierte Künneth von 1920 bis 1924 Evangelische Theologie in Erlangen und Tübingen. 1924 promovierte er bei Friedrich Brunstäd in Philosophie über die Gottesidee Richard Rothes. Als Student wurde er Mitglied der christlichen Studentenverbindungen Erlanger Wingolf und Tübinger Wingolf.

### Berufliche Entwicklung
1926 wurde Künneth auf eine Dozentenstelle der Apologetischen Centrale im Evangelischen Johannesstift Berlin-Spandau, eine Abteilung des Centralausschusses für Innere Mission, berufen. Die apologetische Arbeit am Johannesstift befasste sich mit den Weltanschauungen und religiösen Vorstellungen der Weimarer Republik und des heraufziehenden Dritten Reiches. 1927 legte Künneth in Ansbach sein zweites theologisches Examen ab und promovierte mit einer Arbeit über Kierkegaards Sündenbegriff bei Bachmann zum Lizentiaten der evangelischen Theologie. Nach seiner Habilitation 1930 in Berlin hielt er als Privatdozent apologetische und theologische Vorlesungen. 1932 wurde er Leiter der Apologetischen Centrale in Berlin-Spandau, im Evangelischen Johannisstift.
Im Auftrag der Apologetischen Centrale gab Künneth als verantwortlicher Schriftleiter zusammen mit dem Dozenten für neutestamentliche Theologie und Sozialethik an der Universität Heidelberg, Heinz-Dietrich Wendland (* 1900; † 1992), jährlich zwölf Hefte der Zeitschrift für evangelische Wahrheit und kirchliche Verantwortung >Wort und Tat< heraus.   Nachdem die Apologetische Centrale sowie die Redaktion ihrer Zeitschrift 1937 geschlossen und ihre Arbeit verboten wurden, erhielt Künneth Schreib- und Redeverbot für das ganze Reichsgebiet. Im folgenden Jahr verschaffte ihm jedoch Hans Meiser eine Pfarrstelle in Starnberg. 1944 wurde er ins Dekanat Erlangen berufen.
1946 wurde Künneth Honorarprofessor für Systematische Theologie an der Theologischen Fakultät Erlangen, 1953 übernahm er den Lehrstuhl Werner Elerts. In umfangreichen Arbeiten analysierte er fortan staatsethische Fragen (Der große Abfall, 1947; Politik zwischen Dämon und Gott, 1954). 1969 wurde er emeritiert. Ein Sohn Künneths war Friedrich-Wilhelm Künneth, Referent für Gottesdienst und Geistliches Leben beim Lutherischen Weltbund in Genf und Ökumene-Referent der bayerischen Landeskirche. Der 2014 verstorbene Friedrich-Wilhelm war außerdem 23 Jahre Leiter der Kirchlichen Sammlung in Bayern.

## Kirchenpolitisches Engagement
Gemeinsam mit Martin Niemöller, Pfarrer in Berlin-Dahlem, und dem damaligen Generalsekretär der Deutschen Christlichen Studentenvereinigung (DCSV) Hanns Lilje gründete Künneth im Mai 1933 die Jungreformatorische Bewegung, die sich gegen eine „Gleichschaltung“ der evangelischen Kirchen durch den NS-Staat wandte. Als Mitglied der Bekennenden Kirche gehörte Künneth zu einer illegalen BK-Prüfungskommission in Berlin-Spandau unter Vorsitz von Heinrich Albertz.
Künneth gehörte allerdings zu denjenigen der Bekennenden Kirche, die den Nationalsozialismus nicht politisch bekämpfen wollten, sondern ausschließlich auf religiöse Angriffe reagieren wollten. Alle politischen Pläne und „Lösungen“ des NS-Regimes, die nicht direkt mit religiösen Fragen zu tun hatten, sollten von Christen unbeantwortet bleiben. Künneth empfand die politische Abwehr des Nationalsozialismus von einigen Christen aus der Bekennenden Kirche, wie er noch 1979 in seiner Autobiographie schrieb, als eine „Trübung des Bekenntniskampfes“ und als eine „unheilvolle Verquickung zwischen einem kirchlichen und einem politischen Kampfverhalten“.

„Die eigentlich verborgene Not [des Kirchenkampfes] lag in einer Trübung des Selbstverständnisses dieses Kirchenkampfes als Kampf im Namen des Bekenntnisses. Sie konzentrierte sich in einer sich im Laufe der Jahre steigenden Politisierung.“

Künneth bemühte sich demnach darum, einen entpolitisierten religiösen Kirchenkampf gegen das NS-Regime zu führen.
Aufgrund dieser Überzeugung richtete sich Künneth gegen die Schriften Alfred Rosenbergs. Im Frühjahr 1935 veröffentlichte er eine 216-seitige Antwort auf das nationalsozialistische Standardwerk der Rassenideologie, Alfred Rosenbergs Mythus des 20. Jahrhunderts, unter dem Titel Antwort auf den Mythus. Die Entscheidung zwischen dem nordischen Mythus und dem biblischen Christus. In dieser Schrift kritisierte Künneth die nichtchristliche Ideologie Rosenbergs, u. a. dessen Ausgrenzung des Alten Testaments aus der Bibel, stimmte im gleichen Zuge aber dessen Antisemitismus weitgehend zu und sprach von einem unter anderem „minderwertigen“ und „zersetzenden“ „Weltjudentum“ und von einem „wurzellosen Asphaltjudentum der Gegenwart“ (Antwort ..., S. 67). Aufgrund des großen Erfolgs dieser Schrift (36.000 Exemplare innerhalb von drei Monaten) antwortete die Gestapo mit Verfolgung.
Künneth war einer der Ersten, die sich 1937 mit Hitlers Erlass, Kirchenwahlen abzuhalten, damit eine Generalsynode eine neue Verfassung für die Deutsche Evangelische Kirche ausarbeiten könnte, kritisch auseinandersetzten. In seinem namentlich gezeichneten Beitrag Kirche und Generalsynode in der Märzausgabe von Wort und Tat analysierte er die „überraschende Proklamation“ und formulierte die maßgeblichen Maximen, von denen sich die Bekennende Kirche, insbesondere auch die Vorläufige Kirchenleitung (VKL), bei der Wahrnehmung ihrer Verantwortung leiten lassen sollte. Durch den breiten Widerstand, vor allem auf Grund der von der altpreußischen Bekennenden Kirche abgegebenen Erklärung vom 17. Juni 1937, kam es nicht zu diesen vom NS-Staat aufgezwungenen Kirchenwahlen. Künneth wurde geheim überwacht, die Apologetische Centrale geschlossen und ihre Arbeit verboten. 1937 erhielt Künneth „Schreib- und Redeverbot für das ganze Reichsgebiet“, die Lehrerlaubnis (venia legendi) wurde ihm entzogen. Die von ihm verfasste Erwiderungsschrift Evangelische Wahrheit! Ein Wort zu Alfred Rosenbergs Veröffentlichung: „Protestantische Rompilger, Der Verrat an Luther und der Mythus des 20. Jahrhunderts“ (1937) wurde unmittelbar vor ihrem Erscheinen von der Gestapo beschlagnahmt und vernichtet.
Künneth unterstützte zu Beginn des Dritten Reiches die Judendiskriminierung. So sprach er 1934 in dem von ihm mitherausgegebenen Buch Nation vor Gott davon, dass

„der jüdische Einfluss schon seit Jahrzehnten derartig überhand genommen hat, dass die Gefahr der Überwucherung des deutschen Geisteslebens und der Überfremdung der deutschen Öffentlichkeit nicht mehr zu leugnen waren [...] Die Kirche weiß, dass der Staat das Schwertamt zu führen hat. Dieses Amt bedeutet Härte und Strenge. Die Kirche kann und will dem Staat in der Ausübung dieses Amtes nicht in den Arm fallen. Unter diesem Gesichtspunkt ist grundsätzlich auch die neue staatliche Gesetzgebung gegenüber den in Deutschland lebenden Juden, Judenchristen und jüdischen Mischlingen zu werten.“

Andererseits wandte er sich aber eindeutig gegen die Anwendung des „Arierparagraphen“ in der Kirche:

„Die Norm der Rasse und der Mangel an Volksverbundenheit kann schlechterdings für die kirchliche Gemeinschaft, die mit dem Glauben an Christus steht und fällt, aber von geschichtlichen und biologischen Bindungen unabhängig ist, nicht maßgebend sein.“

Und weiter:

„Endlich darf auch nicht vergessen werden, daß es im Wesen der christlichen Mission gelegen hat, ursprünglich in erster Linie Judenchristen als Träger der Verkündigung zu haben, ohne daß dadurch der Eingang der Christusbotschaft zu anderen Rassen und Völkern verhindert worden wäre. Es wäre ein Zeichen von oberflächlicher Geschichtsbetrachtung und mangelnder praktischer Erfahrung, wollte man grundsätzlich die missionarische, seelsorgerische oder praktische Wirkungsmöglichkeit der fremdrassigen Diener der Kirche bestreiten.“

Die Gestapo suchte den Kontakt zu der von Künneth geleiteten Apologetischen Centrale, um „zukünftig gemeinsam den Kampf gegen das illegale Freidenkertum und den illegalen Marxismus führen zu können“, wie Künneth am 16. Dezember 1933 an die Reichskirchenregierung schrieb. Daneben erwähnte Künneth auch, dass mit dem Propaganda-Ministerium Kontakt aufgenommen wurde und dass das Reichsinnenministerium „wichtiges Material zur Durchprüfung und praktischen Ausnutzung zur Verfügung gestellt“ habe. Es ist unbekannt, ob und wie sich diese Zusammenarbeit weiter entwickelte.
Mitte der 1960er Jahre befürwortete Künneth aus theologischer Sicht die Todesstrafe und vertrat die Meinung, dass es sich bei ihrer Abschaffung „um eine sittliche Schwäche, um das Eingeständnis staatspolitischer Profanierung“ handele.
Künneth war ein Gegner des religiös begründeten Pazifismus. Die „ideologische Untergrabung des Wehrwillens“ mit biblischen Zitaten bedeute „zutiefst eine Auflehnung gegen Gottes Ordnungswillen“. Entsprechend dem Grundgesetz habe man das Recht, sich auf sein Gewissen zu berufen, aber man könne sich „niemals bei der Wehrdienstverweigerung auf die Bibel und die Verheißung des Christusfriedens berufen“.

## Auseinandersetzung mit Rudolf Bultmann
In den 1950er und 1960er Jahren engagierte sich Künneth zunehmend in dem Streit um Rudolf Bultmanns Forderung nach einer Entmythologisierung des Neuen Testaments. Im Zentrum dieser Forderung Bultmanns standen die Frage nach der Auferstehung Jesu sowie die Christologie (Deutung der Person Jesu). Künneth wurde 1966 neben Peter Beyerhaus, Paul Deitenbeck, Rudolf Bäumer, Gerhard Bergmann und Wilhelm Busch Mitbegründer der Bekenntnisbewegung Kein anderes Evangelium. 1967 verfasste er zusammen mit Bäumer die „Düsseldorfer Erklärung“ zur Christologie.

## Auszeichnungen und Ehrungen
- 1945: Ehrendoktorwürde der Theologischen Fakultät Erlangen
- 1962: Bayerischer Verdienstorden
- 1966: Ehrendoktorwürde des Wartburg Theological Seminary (Iowa, USA)
- 1966: Großes Verdienstkreuz der Bundesrepublik Deutschland
- 1981: Bayerischer Maximiliansorden für Wissenschaft und Kunst

## Walter Künneth als Namenspatron
Die von Walter Künneth vertretenen Standpunkte haben Vorbildfunktion für Theologen aus der konservativ-evangelikalen Richtung. So verleiht die Kirchliche Sammlung um Bibel und Bekenntnis seit 2004 jährlich den Walter-Künneth-Preis. Die Theologische „Denkfabrik“ der Evangelischen Notgemeinschaft in Deutschland trug den Namen Walter-Künneth-Institut e. V.

## Schriften (Auswahl)

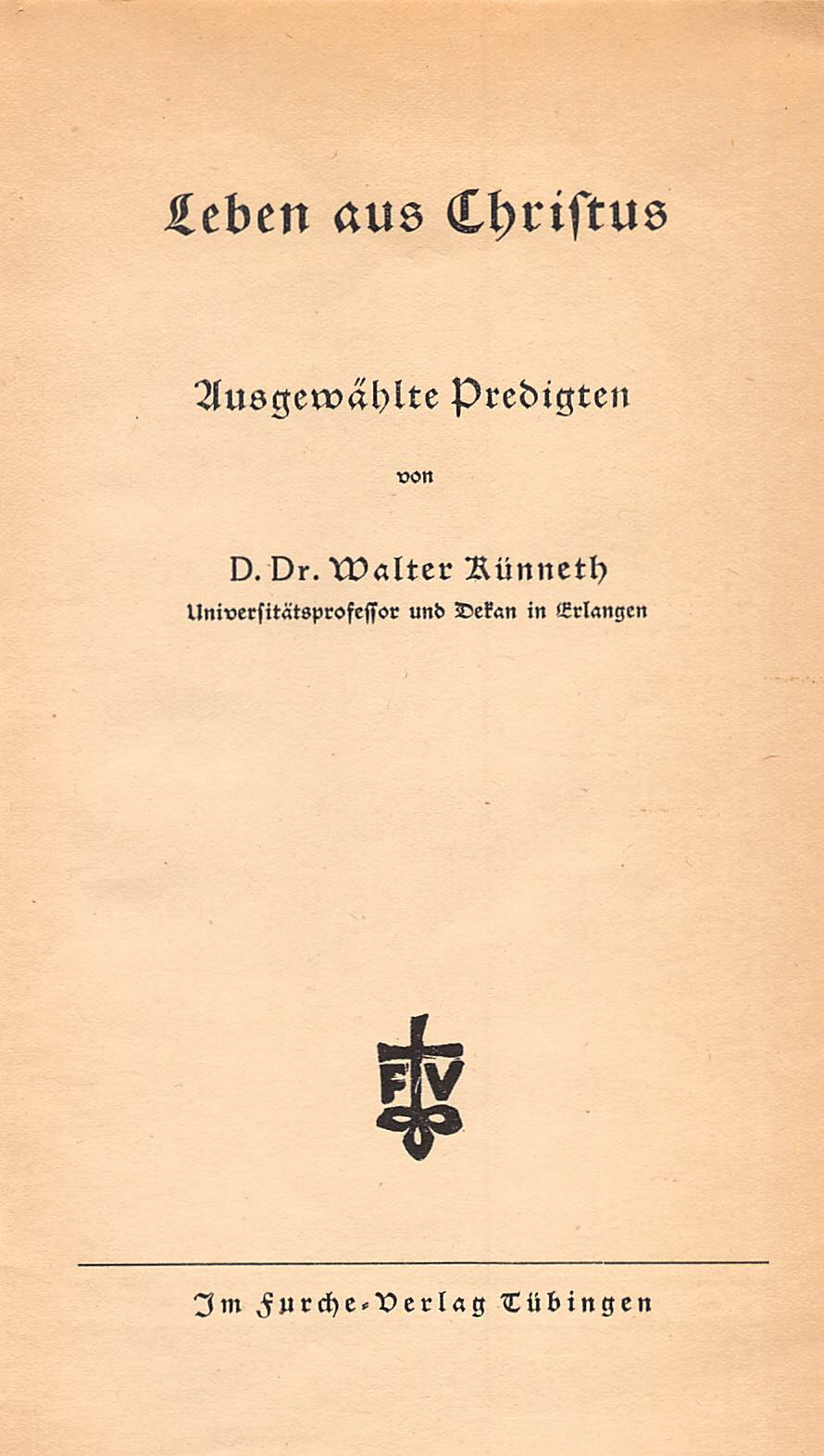
Titelblatt von Künneths Predigten aus der NS-Zeit, veröffentlicht 1947

- Theologie der Auferstehung, 1. Auflage 1933, 6. Auflage 1982.
- Die Nation vor Gott. Zur Botschaft der Kirche im Dritten Reich. Hrsg. Walter Künneth; Helmuth Schreiner, Berlin 1933. Enthält auf S. 90–105 (in der 3. Aufl. 1934 S. 115–137) den Aufsatz Das Judenproblem und die Kirche.
- Antwort auf den Mythus. Die Entscheidung zwischen dem nordischen Mythus und dem biblischen Christus. Wichern-Verlag, Berlin 1935 (1. Aufl. März 1935, 3., um ein zweites Vorwort erw. Aufl. Mai 1935)
- Evangelische Wahrheit! Ein Wort zu Alfred Rosenbergs Schrift „Protestantische Rompilger“. Berlin 1937.
- Der große Abfall. Eine geschichtstheologische Untersuchung der Begegnung zwischen Nationalsozialismus und Christentum. Hamburg 1947.
- Leben aus Christus. Ausgewählte Predigten. Tübingen 1947.
- Die Autorität des Bekenntnisses. Neuendettelsau 1950.
- Das Widerstandsrecht als theologisch-ethisches Problem. München 1954.
- Politik zwischen Dämon und Gott. Eine christliche Ethik des Politischen. Berlin 1954.
- zusammen mit Ernst Fuchs: Die Auferstehung Jesu Christi von den Toten. Die Disputation von Sittensen. Dokumentation eines Streitgesprächs. Neukirchen-Vluyn 1973.
- Lebensführungen. Der Wahrheit verpflichtet. Wuppertal 1979.
- Der Christ als Staatsbürger. Eine ethische Orientierung. Wuppertal 1984.